# Ficus papuana
Ficus papuana är en mullbärsväxtart som beskrevs av Edred John Henry Corner. Ficus papuana ingår i släktet fikonsläktet, och familjen mullbärsväxter. Inga underarter finns listade i Catalogue of Life.